# Fräulein Nettes kurzer Sommer
Fräulein Nettes kurzer Sommer ist ein 2018 erschienener historischer Roman der deutschen Schriftstellerin Karen Duve. Der Roman schildert drei Sommer im Leben Annette von Droste-Hülshoffs, Schriftstellerin und Komponistin der Romantik, vom zwanzigsten bis zum vierundzwanzigsten Lebensjahr (1817 bis 1821). Der Fokus der Handlung ist die „Jugendkatastrophe“ der Künstlerin, das Scheitern ihrer Romanze mit Heinrich Straube aufgrund einer Intrige ihres Onkels August von Haxthausen und dessen Freundes August von Arnswald.

## Inhalt

### Handlung
Annette von Droste-Hülshoff führt ein standesgemäßes, beschauliches Dasein als Freifräulein. Zeit zum Schreiben muss hart erkämpft werden – häufige Besuche bei der weitverzweigten Verwandtschaft, beschwerliche Reisen mit der Postkutsche über schlecht befahrbare Straßen und Kuraufenthalte mit der Großmutter in Bad Driburg unter striktem Verbot allzu anregender geistiger Betätigung nehmen den Hauptteil ihrer Zeit und Energie in Anspruch. Ihr Onkel August studiert in Göttingen, wo er mit Literaten und Geistesgrößen verkehrt und bringt immer wieder Freunde mit nach Haxthausen. Annette möchte bei den Männern mitreden, wird aber nicht ernst genommen. Einzig Augusts Freund Heinrich Straube erkennt ihr Talent und lobt ihre Gedichte. Ermutigt von seinem Lob, blüht Annette auf und tritt immer selbstbewusster auf, was die Männer in ihrem Umfeld gleichzeitig anzieht und verstört, und ihren Verwandten, vor allem August, nicht gefällt. Auch von der sich anbahnenden Romanze zwischen Annette und Straube ist er nicht begeistert – der mittellose, bürgerliche Straube, dessen Kunst einstweilen hauptsächlich durch August finanziert wird, ist keine standesgemäße Partie. Gemeinsam mit seinem Studienfreund Arnswald spinnt August eine Intrige, um der meinungsstarken Nichte einen Dämpfer zu versetzen. Vorgeschoben wird die Sorge um Straube. Unter dem Vorwand, Annettes Treue für Straube prüfen zu wollen, macht Arnswald Annette Avancen. Annette gerät kurz in Versuchung, weist ihn aber letztlich entschieden ab – ihr Herz gehört Straube. Dennoch beschuldigt Arnswald sie der Untreue und überzeugt Straube, die Beziehung durch einen Abschiedsbrief zu beenden. Von Arnswalds Einfluss befreit, ist Straube aber schnell bereit, Annette zu verzeihen. Eine Aussprache wird jedoch durch August verhindert, indem er Straube an seine finanzielle Abhängigkeit erinnert. Straube sieht sich, nicht zuletzt auf Druck von August, schließlich gezwungen die Literatur aufzugeben und eine Stelle als Jurist anzutreten. Er heiratet und arrangiert sich mit einer konventionell bürgerlichen, auf Pflichterfüllung beschränkten Existenz. Annette bleibt zeitlebens ledig und zieht sich von der Gesellschaft zurück.

### Figuren
Annette von Droste-Hülshoff: Freifräulein aus altem, katholischen Adel mit vielseitigen Interessen. Sie schreibt Gedichte, sammelt Mineralien und interessiert sich auch für Geschichte und Politik. Schmächtig, kränklich und kurzsichtig, hat sie durch ihren Witz und Intellekt dennoch vor allem auf die Männer in ihrem Bekanntenkreis eine einschüchternde Wirkung. Von ihrem Umfeld wird sie daher oft dafür kritisiert, zu laut und aufdringlich zu sein.
August von Haxthausen: Annettes Onkel, Herr über ein Landgut mit schwindenden Einkünften. In seiner Clique Göttinger Studenten agiert er als Meinungsführer und Finanzier.
Heinrich Straube: ein Studienkollege Augusts in Göttingen von bürgerlicher Herkunft. Er wird von August finanziell unterstützt, der in ihm ein Genie sieht.
August von Arnswald: Spitzname „der schöne Arnswald“, ein Studienkollege Augusts. Er neigt zu religiösem Eifer, der sich in performativer Selbstverachtung manifestiert. So wirkt er anziehend auf die ebenfalls von Selbstzweifeln geplagte, mit ihrem Glauben hadernde Annette, gerade weil er ihr Abgründe offenbart, die sie als mögliche Gemeinsamkeit empfindet. Durch seinen Hass gegen sich und andere schreckt er sie aber letztlich ab.

## Historischer Kontext
Der Roman spielt zu einer Zeit revolutionärer Umbrüche, gekennzeichnet durch Industrialisierung, aufstrebendes Bürgertum, die Ablehnung des französischen Einflusses und die Suche nach einer gesamtdeutschen Identität. Als Reaktion auf den rasanten Wandel kommt es zu einer Glorifizierung der Vergangenheit in studentischen Kreisen und zur Entstehen von Burschenschaften. August von Haxthausen und seine Freunde tragen den altdeutschen Rock, pflegen altdeutsche Redewendungen und wollen so das altdeutsche Wesen wiederbeleben. Die Burschenschaften bringen adelige und bürgerliche Studenten miteinander in Kontakt – restlos werden die Standesschranken aber letztlich nicht überwunden; als Gatte der Nichte kommt der bürgerliche Straube für den adeligen Haxthausen trotz aller burschenschaftlicher Verbrüderung schließlich doch nicht in Frage.
Der Roman beleuchtet auch die Schattenseiten der Burschenschaften, deren Verwicklung in antisemitische Ausschreitungen und Beitrag zur Eskalation der Gewalt. Ein Kapitel beschäftigt sich etwa mit der Ermordung des reaktionären Dramatikers August von Kotzebue durch den Burschenschafter Karl Sand.
Die Handlung setzt ein im Jahr 1817. Das Jahr zuvor ging aufgrund seiner ungewöhnlichen Kälte als Jahr ohne Sommer in die Geschichte ein. Grund dafür war der Ausbruch des indonesischen Vulkans Tambora im April 1815, und der darauf folgende vulkanische Winter. Die folgenden schweren Regenfälle führten in Deutschland zu Missernten. Auf ihren Reisen wird von Droste-Hülshoff immer wieder mit dem daraus resultierenden Elend der Landbevölkerung konfrontiert.
Der Roman glänzt mit zahlreichen Cameos von historischen Persönlichkeiten: Bei ihren Verwandtschaftsbesuchen und Kuraufenthalten trifft Annette unter anderem die Brüder Grimm, Carl Friedrich Gauß, einen Cousin des Freiherrn von Knigge, Clemens Brentano und Karl Drais.

## Rezeption
Britta Schmeiß beschreibt den Roman als „vergnügliche Geschichtsstunde“ in dem für Duve typischen trocken-lakonischen Stil. Andrea Diener sieht in dem Roman ein gelungenes Zeit- und Gesellschaftsporträt. Sie lobt die sorgfältige Recherche sowie die unaufdringliche Einarbeitung der Details, die dem Roman Farbe und Gestalt verleihen, ohne „bildungshubernd“ zu wirken, vermisst aber eine tiefer gehende Beschäftigung mit Droste-Hülshoffs literarischem Wirken, dem im Vergleich zu den oft eher fragwürdigen geistigen Ergüssen der Göttinger Studenten verhältnismäßig wenig Raum eingeräumt werde.

## Ausgabe
- Fräulein Nettes kurzer Sommer. Roman. Galiani, Berlin 2018, ISBN 978-3-86971-138-6.